# Merolonche spinea
Merolonche spinea är en fjärilsart som beskrevs av Augustus Radcliffe Grote 1876. Merolonche spinea ingår i släktet Merolonche och familjen nattflyn. Inga underarter finns listade i Catalogue of Life.